# Club Bàsquet Adepaf
El Club Bàsquet Adepaf (acrónimo de Asociación Deportiva Patronato Figueres) es un club de baloncesto de la ciudad de Figueras.
Fue fundado en el 1957 con el nombre de Asociación Deportiva Patronato Figueres, y disputó su primer partido el 12 de octubre de 1957. A principios de los años ochenta, la sección se separó del Patronato y se convirtió en club. En 1958 se convirtió en el primer club de catalán en fichar jugadores americanos.
Actualmente el club dispone de 11 equipos en categorías masculinas y femeninas, desde pre-mini hasta sénior, aparte de 6 equipos escolares mixtos.